# NGC 1046
NGC 1046 (również PGC 10185) – galaktyka eliptyczna (E-S0), znajdująca się w gwiazdozbiorze Wieloryba. Odkrył ją William Herschel 7 listopada 1784 roku. Prawdopodobnie jest fizycznie związana z sąsiednią parą galaktyk NGC 1044 i PGC 3080165.